# Santa Margalida
Santa Margalida är en kommun i Spanien. Den ligger i den autonoma regionen Balearerna i östra delen av landet. Antalet invånare är 13 757 (2024). Santa Margalida ligger på ön Mallorca.